# ITreni

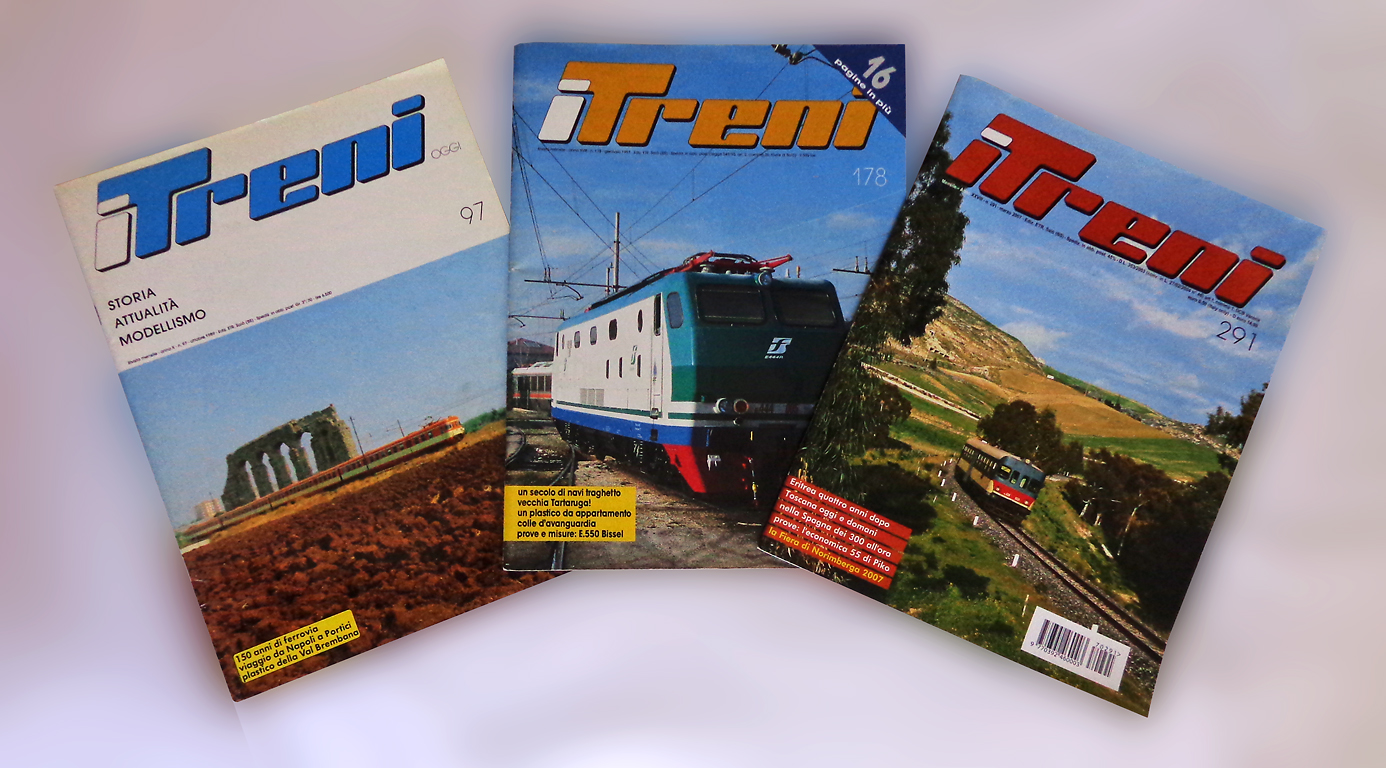
Trois exemplaires du magazine italien iTreni

iTreni est une revue italienne spécialisée dans l'actualité et l'histoire des chemins de fer en Italie, elle traite également du modélisme ferroviaire.
Elle est publiée mensuellement par Editrice Trasporti su Rotaie (ETR).

## Histoire
La revue est créée en 1980 par des membres de la coopérative ETR qui a publié un périodique, Italmodel Ferrovie, de 1951 à 1979. Elle était nommée « iTreni Oggi » jusqu'en 1993.
La direction de la revue est assurée, de 1980 à 2003, par Erminio Mascherpa l'un de ses fondateurs. Il est remplacé par Vittorio Cervigni en 2004.

## Contenu
L'éditeur a mis en ligne les sommaires de tous les numéros du n°1 en septembre 1980 au n°345 de février 2012.

## Traduction
- (it) Cet article est partiellement ou en totalité issu de l’article de Wikipédia en italien intitulé « I Treni » (voir la liste des auteurs).